# Music Box Tour
The Music Box Tour fue la primera gira musical de la cantautora estadounidense Mariah Carey. Incluye conciertos, únicamente en Norteamérica, para promover su álbum de estudio, Music Box. La gira se inició el 3 de noviembre de 1993 en Miami y finalizó el 10 de diciembre de ese año en Nueva York, dando lugar a solo 6 conciertos. Se trata de una mini-gira por Estados Unidos, ya que Mariah en aquellos tiempos tenía un poco de miedo escénico durante sus primeros, aunque exitosos, años de carrera musical. El espectáculo contó con un cuerpo de baile y un coro Góspel.

## Repertorio
1. "They Call the Wind Mariah" (Introducción)
2. "Emotions"
3. "Love Takes Time"
4. "Now That I Know"
5. "Without You"
6. "Dreamlover"
7. "Someday"
8. "I Don't Wanna Cry"
9. "Vanishing"
10. "Make It Happen"
11. "Hero"
12. "All in Your Mind"
13. "Just Be Good to Me"
14. "Good Times (Theme Song)" (Interludio)
15. "Anytime You Need a Friend"
16. "I'll Be There" (con Trey Lorenz)
17. "Vision of Love"
18. "Emotions Reprise" (Outro)

Notas:
- " Santa Claus Is Comin 'to Town " se representó en la ciudad de Nueva York.
- " Dreamlover Remix " se realizó en la ciudad de Nueva York.

## Fechas del Tour
| Norte América           |             |                |                        |
| 3 de noviembre de 1993  | Miami       | Estados Unidos | Miami Arena            |
| 9 de noviembre de 1993  | Worcester   | Estados Unidos | Worcester Centrum      |
| 17 de noviembre de 1993 | Rosemont    | Estados Unidos | Rosemont Horizon       |
| 23 de noviembre de 1993 | Los Ángeles | Estados Unidos | Universal Amphitheatre |
| 2 de diciembre de 1993  | Filadelfia  | Estados Unidos | The Spectrum           |
| 10 de diciembre de 1993 | Nueva York  | Estados Unidos | Madison Square Garden  |

- Datos: Q918190